# 117e division de chasseurs (Allemagne)
La  117e division de Chasseurs (en allemand : 117. Jäger-Division) est une des divisions d'infanterie de l'armée allemande (Wehrmacht) durant la Seconde Guerre mondiale.

## Création et différentes dénominations
La 117. Jäger-Division est formée le 1er avril 1943 par la réorganisation et la redésignation de la 717. Infanterie-Division. Elle participe au massacre de Kraljevo.
Elle stationne en Grèce et garde le Péloponnèse jusqu'à l'été 1944.
En 1945, dans le cadre de la lutte contre les Partisans elle participe à l'Opération Frühlingssturm.
Elle prend part à la retraite à travers les Balkans et subit de lourdes pertes lors de combats avec les partisans en septembre. Elle finit la guerre en combattant sur le front de l'Est et se rend à l'armée américaine en Autriche.

## Organisation

### Commandants
| Date                           | Grade                      | Commandant        |
| ------------------------------ | -------------------------- | ----------------- |
| 1er mai 1943 - 10 juillet 1944 | General der Gebirgstruppen | Karl von Le Suire |
| 10 juillet 1944 - 10 mars 1945 | Generalleutnant            | August Wittmann   |
| 10 mars 1945 - 8 mai 1945      | Generalmajor               | Hans Kreppel      |

### Officier d'opérations (Ia)
| Date                             | Grade          | Commandant        |
| -------------------------------- | -------------- | ----------------- |
| 1er avril 1943-1er novembre 1944 | Oberstleutnant | Walter Barth (de) |
| 5 décembre 1944 - ? 1945         | Oberstleutnant | Lämpe             |

## Théâtres d'opérations
- Grèce : mai 1943 - Septembre 1944
- Balkans et Autriche : septembre 1944 - Mai 1945

## Ordre de bataille
- Jäger-Regiment 737
- Jäger-Regiment 749
- Aufklärungs-Abteilung 117
- Artillerie-Regiment 670
- Pionier-Bataillon 117
- Panzerjäger-Abteilung 117
- Nachrichten-Abteilung 117
- Feldersatz-Bataillon 117
- Versorgungseinheiten 117